# El Mariel
| Críticas profissionais | Críticas profissionais |
| Avaliações da crítica  | Avaliações da crítica  |
| Fonte                  | Avaliação              |
| ---------------------- | ---------------------- |
| AllMusic               | [ 1 ]                  |
| HipHopDX.com           | [ 2 ]                  |
| Los Angeles Times      | [ 3 ]                  |
| RapReviews.com         | [ 4 ]                  |
| Rolling Stone          | [ 5 ]                  |
| XXL                    | [ 6 ]                  |

El Mariel é o segundo álbum de estúdio do rapper Pitbull. Apresenta produção de Lil Jon, Diaz Brothers, DJ Khaled, Sr. Collipark, The Neptunes e Jim Jonsin. Inclui participações de Lil Jon, Twista e Trick Daddy. Uma versão em espanhol do álbum foi lançada em 31 de outubro de 2006, apresentando os três singles do El Mariel, juntamente com doze faixas somente espanhol. O álbum vazou na internet em 27 de outubro de 2006.
El Mariel estreou na Billboard 200 no número 17, vendendo 48.000 cópias naquela semana; esse álbum também chegou no topo no gráfico. O álbum vendeu um total de 189.499 cópias.

## Faixas
| Pitbull        |                                                                                  |                                       |         |  |
| N.º            | Título                                                                           | Produtor(es)                          | Duração |  |
| 1.             | "Allright Intro"                                                                 | Donavan Knowles                       | 1:56    |  |
| 2.             | "Miami Sh*t"                                                                     | Gorilla Tek                           | 3:22    |  |
| 3.             | "Come See Me"                                                                    | DJ Toomp                              | 3:07    |  |
| 4.             | "Jealouso"                                                                       | com participação de Pharrell Williams | 3:14    |  |
| 5.             | "Qué Tú Sabes D'eso" (com participação de Fat Joe & Sinful)                      | Oak, Andrew "Papa Justifi" Wansel     | 4:03    |  |
| 6.             | "Fademaster Skit"                                                                |                                       | 0:37    |  |
| 7.             | "Be Quiet"                                                                       | Shakespeare                           | 3:22    |  |
| 8.             | "Ay Chico (Lengua Afuera)"                                                       | Mr. Collipark                         | 3:25    |  |
| 9.             | "Fuego"                                                                          | Mr. Collipark                         | 3:49    |  |
| 10.            | "Rock Bottom" (com participação de Bun B & Cubo)                                 | Taz Arnold                            | 4:31    |  |
| 11.            | "Amanda Diva Skit"                                                               |                                       | 0:41    |  |
| 12.            | "Blood Is Thicker Than Water" (com participação de Redd Eyezz)                   | Cip                                   | 4:05    |  |
| 13.            | "Jungle Fever" (com participação de Wyclef Jean & Oobie)                         | DJ Rob-N & Gamboa                     | 4:02    |  |
| 14.            | "Hey You Girl"                                                                   | Jim Jonsin                            | 3:46    |  |
| 15.            | "Raindrops" (com participação de Anjuli Stars)                                   | Diaz Brothers                         | 4:15    |  |
| 16.            | "Voodoo"                                                                         | Lil Jon                               | 3:47    |  |
| 17.            | "Descarada (Dance)" (com participação de Vybz Kartel)                            | Don "Vendetta" Bennett                | 3:02    |  |
| 18.            | "Dime" (Remix)(com participação de Ken-Y)                                        | Lil Jon                               | 5:07    |  |
| 19.            | "Bojangles" (Remix)(com participação de Lil Jon & Ying Yang Twins)               | Lil Jon                               | 4:29    |  |
| 20.            | "Born-N-Raised" (DJ Khaled com participação de Pitbull, Trick Daddy e Rick Ross) | The Runners                           | 4:16    |  |
| 21.            | "Outro"                                                                          |                                       | 1:10    |  |
| 22.            | "We Run This" (faixa bônus do iTunes)                                            | Game (rapper)                         | 3:29    |  |
| Duração total: | Duração total:                                                                   | Duração total:                        | 70:55   |  |

Créditos de amostra
- "Come See Me" Contém uma amostra de "La Murga" por Willie Colón com participação de Hector Lavoe
- "Fuego" Contém uma amostra de "When I Hear Music" por Debbie Deb
- "Hey You Girl" Contém uma amostra de "Rock Lobster" por The B-52s

## Melhor compra do DVD bônus
1. The Making of El Mariel
2. Bojangles (Remix) Video
3. Bojangles Live Performance Video
4. La Esquina: Trading Races